# Hydropsyche orduensis
Hydropsyche orduensis är en nattsländeart som beskrevs av Füsun Sipahiler 1987. Hydropsyche orduensis ingår i släktet Hydropsyche och familjen ryssjenattsländor. Inga underarter finns listade i Catalogue of Life.